# María Justa de Jesús
Sor María Justa de Jesús (6 de enero de 1667, La Victoria de Acentejo, Tenerife - 1723, La Orotava, Tenerife) fue una religiosa franciscana y mística española.

## Biografía
Nacida en La Victoria de Acentejo en el norte de la isla de Tenerife, profesó como religiosa franciscana en el Convento de San José de la Villa de La Orotava. Su vida estuvo envuelta en el misticismo, pero también en la polémica, debido a las intrigas conventuales generadas por las rivalidades entre órdenes religiosas y el papel que jugaban en ellas desde fuera las clases altas de la ciudad. 
De Sor María Justa de Jesús se llegó a decir que la Santa Inquisición le había abierto un proceso por farsante e, incluso, bruja. Se la acusó de practicar doctrinas molinistas. Se llegó a insinuar que la relación con su confesor no era del todo apropiada para una religiosa como lo era ella. Su biógrafo y confesor, Fray Andrés de Abreu, arrojó al fuego la biografía que había escrito sobre esta monja, lo cual ha provocado que actualmente poco se sepa de la vida de ésta.
Sin embargo, el fraile dominico José Herrera se refería que entre sus virtudes estaba el dar vista a los ciegos, hacer oír a los sordos y que los mudos hablasen. Igualmente curar a los cojos, mancos y tullidos, sanar todo tipo de enfermedades y expulsar demonios, entre otros milagros.
Según los legajos antiguos, Sor María Justa curaba a los enfermos traspasando a su persona los males y enfermedades que les aquejaban. De esta manera proceden en otras culturas los sacerdotes chamánicos para la curación de los convalecientes, esto ha hecho que actualmente se haya apodado a Sor María Justa como «La Chamán». Este hecho no hizo sino alimentar las sospechas de aquellos que la acusaban de farsante y de alumbrada. Durante estas curaciones, la religiosa padecía múltiples dolencias, cubriéndose su cuerpo de llagas y produciéndose un elevamiento de su temperatura corporal, que la llevaban incluso al borde de la muerte. 
Sor María Justa murió en 1723. Según las crónicas de la época su cuerpo mostró indicios de santidad, como flexibilidad, agradables fragancias y fluidez de su sangre. Sor María Justa de Jesús tuvo muchos detractores que la acusaban de farsante, pero también muchos defensores que creían en su santidad y tras su muerte la Orden Franciscana en Canarias le abrió un proceso de canonización envuelto en la polémica que tuvo que ser paralizado.
Su caso se ha relacionado con el fenómeno de los "Alumbrados" que surgieron en pequeñas ciudades del centro de Castilla entre los siglos XV y XVI. Estas eran personas que profesaban doctrinas consideradas heréticas por la Iglesia católica, los cuales creían en la unión del ser con Dios sólo a través de experiencias místicas y la oración privada, sin intermediación de los sacramentos.